# هوکوالدی
هوکوالدی (به چکی: Hukvaldy) یک منطقهٔ مسکونی در جمهوری چک است که در ناحیه فریدک-میستک واقع شده‌است. هوکوالدی ۲۰٫۲۸ کیلومتر مربع مساحت و ۱٬۹۷۶ نفر جمعیت دارد و ۲۸۲ متر بالاتر از سطح دریا واقع شده‌است.

## خواهرخوانده
شهر Nepomuk خواهرخواندهٔ هوکوالدی هست.